# Union Switch & Signal
Union Switch and Signal (US&S) var en av uppfinnaren George Westinghouse 1881 grundad tillverkare av signalsystem för järnvägstrafik i Pittsburgh, Pennsylvania. Sedan 1 januari 2009 bedrevs US&S verksamhet under namnet Ansaldo STS USA, och sedan 2019 är den en del av Hitachi Rail.